# Humorescas (Dvořák)
Humorescas (en checo: Humoresky), op. 101 (B. 187), es un ciclo de piano del compositor checo Antonín Dvořák, escrito durante el verano de 1894. Según el crítico musical David Hurwitz, «la séptima Humoresca es probablemente la obra para piano pequeña más famosa jamás escrita después de Para Elisa de Beethoven».

## Historia

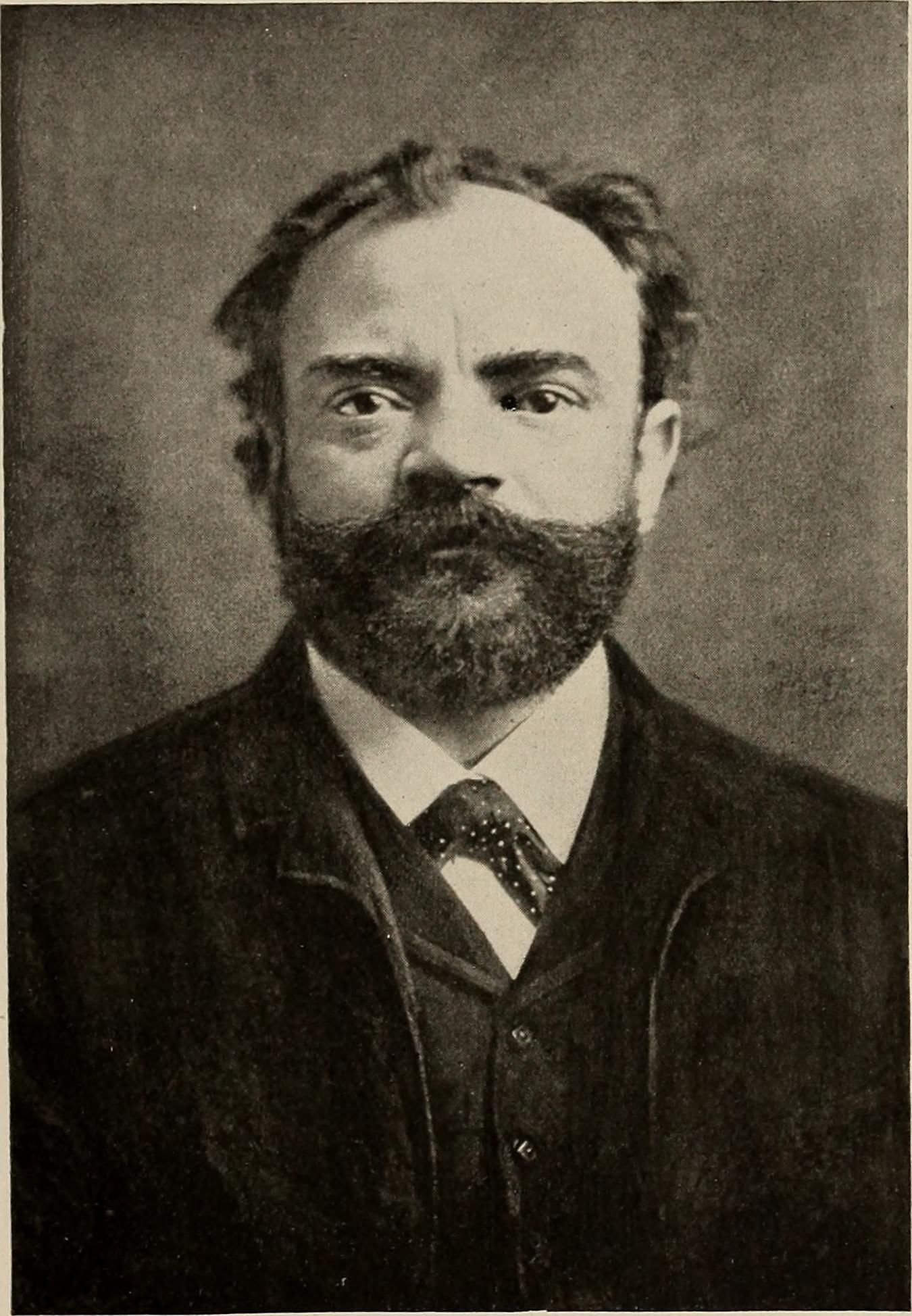
Antonín Dvořák, compositor de la obra, en 1892.

Durante su estancia en Estados Unidos, cuando Dvořák fue director del Conservatorio Nacional de Música de América de Nueva York de 1892 a 1895, el compositor recopiló muchos temas musicales interesantes en sus cuadernos de bocetos. Usó algunas de estas ideas en otras composiciones, en particular la Sinfonía del Nuevo Mundo, el cuarteto de cuerda «Americano», el Quinteto en mi♭ mayor y la Sonatina para violín, pero algunos quedaron sin usar.
En 1894 Dvořák pasó el verano con su familia en Bohemia, en Vysoká u Příbramě. Durante estas vacaciones, comenzó a utilizar el material recopilado y a componer un nuevo ciclo de piezas breves para piano. El 19 de julio de 1894 esbozó la primera Humoresca en si mayor, hoy el número 6 del ciclo. Sin embargo, el compositor pronto comenzó a crear partituras para las piezas que estaban destinadas a ser publicadas. La partitura se completó el 27 de agosto de 1894.
El ciclo se tituló Humorescas poco antes de que Dvořák enviara la partitura a su editor alemán F. Simrock. La composición fue publicada por Simrock en otoño de 1894.

## Estructura
El ciclo consta de ocho piezas:
1. Vivace (mi♭ menor)
2. Poco andante (si mayor)
3. Poco andante e molto cantabile (la♭ mayor)
4. Poco andante (fa mayor)
5. Vivace (la menor)
6. Poco allegretto (si mayor)
7. Poco lento e grazioso (sol♭ mayor)
8. Poco andante — Vivace – Meno mosso, quasi Tempo I (si♭ menor)

El tema principal de la primera Humoresca fue esbozado en la ciudad de Nueva York en la víspera de Año Nuevo de 1892, con la inscripción «Marche funèbre» (sic). El tema menor fue acompañado con la inscripción «gente cantando en la calle». El tema de apertura de la cuarta pieza también fue esbozado en Nueva York, entre las ideas destinadas a la ópera no realizada Hiawatha. El estilo «americano» también es evidente en otros temas de las Humorescas.

## Otras versiones
El editor aprovechó la gran popularidad de la séptima Humoresca para producir arreglos para muchos instrumentos y conjuntos. Más tarde, la pieza también se publicó como una canción con varias letras. También se ha arreglado para coro. El grupo vocal alemán The Comedian Harmonists lo lanzó oficialmente como Eine kleine Frühlingsweise en 1930 con letra de Hans Lengsfelder. La melodía también se utilizó como tema de Slappy Squirrel en la serie animada de televisión Animaniacs. En 2004, el grupo vocal Beethoven's Wig utilizó Humorescas como base para una canción titulada «Dvořák the Czechoslovak».